# 病態
| ウィキペディアには「病態」という見出しの百科事典記事はありません（タイトルに「病態」を含むページの一覧/「病態」で始まるページの一覧）。 代わりにウィクショナリーのページ「病態」が役に立つかもしれません。 |